# ヴァージニア・ヒル
ヴァージニア・ヒル（Virginia Hill, 1916年8月26日 - 1966年3月24日）は、アメリカのマフィアの現金輸送屋で、ハリウッドのギャング、ベンジャミン・シーゲルの愛人として有名でもある。

## 生い立ち
ヴァージニア・ヒルは10人兄弟で1916年アラバマ州リプスコームに生まれた。その後ヴァージニア・ヒルの家族はジョージア州マリエッタに移った。彼女の父親は、大理石磨きやロバの売買で生計を立てていた。酒癖が悪く、妻や子供に手を上げる乱暴者だった。母親は後に、他の子の面倒をヒルに任せ、蒸発してしまった。

## バグジーに出会うまで
彼女は勉強嫌いで、学校は8年生（14歳）までしか行かなかった。17歳の時、1933年シカゴで開かれていた万国博覧会で行われる余興の踊り子として働きに行くと言って、シカゴへ出奔した。彼女はその後もシカゴに居残り、1934年、ウェイトレスとして働いている時に、マフィアの資金供与者であったジェイク・グージックの右腕であったジョセフ・エプスタイン(Joseph Epstein)に出会い、彼の妾となってその組織のホステスとなった。この一連の出来事の中で、ヒルはアル・カポネのギャングの面々と出会うこととなった。
彼女はまた『運び屋(bag woman)』となり、マフィア間での不法な金銭を運ぶため、アメリカ中を旅して回った。当時、賭け金の運び屋は、たびたび不正な警官や敵対するギャング達によって現金を巻き上げられた。しかし、男社会であるマフィアの業界では、女性が金を運んでいるとは誰も考えなかったため、ヴァージニア・ヒルは誰からも疑われずに旅をし、現金と情報を、全国シンジケートの主要人物の間で運び回った。後に、ヒルは運び屋であったことを否定したが、当時彼女はジョージア州マリエッタにいる家族のために10000ドルの新居を買うこともあった。その後、ヒルはジョー・アドニスの妾となり、マフィア所有のマンハッタンのナイトクラブで豪華なパーティーを開いていた。
1930年代後半には、ギャングのシンデレラガール的存在になっており、運転手つきのキャデラックを乗り回すようになった。

## バグジーとの出会い
1940年代にヒルはカリフォルニア州に移り、ベンジャミン・シーゲル（通称「バグジー」）と出会い、彼の寵愛を得て妾となった。バグジーの浮気性のため、2人の間には喧嘩が絶えなかったとされる。2人がメキシコで秘かに結婚したという噂もあるが、彼自身は妻のエスタと離婚することはなかった。バグジーはヒルのフェラチオの技術を称えて彼女のことを『The Flamingo（フラミンゴ）』と呼んだ。
ヒルはバグジーと出会う前にラッキー・ルチアーノ、フランク・コステロ、ジョー・アドニスなどギャングの大物と関係を持っており、尻軽な女性として揶揄された。
ヒルはハリウッドで派手な生活を続け、ビバリーヒルズに自身の屋敷を購入し、そこでハリウッドの有名人を毎晩のようにもてなした。しかしヒルはハリウッドの有名人達を、彼らのプライベートをネタにゆすっていたといわれている。

## バグジーの死
バグジーがラスベガスのプロジェクトを推進しているとき、アメリカ東海岸（イーストコースト）のマフィアのドンの一人との間に揉め事が起きたが、ヒルは金をすぐに回そうとはしなかった。東海岸のマフィアは、バグジーがヒルを、彼のためだけの運び屋として、スイス銀行の預金口座に金を運ばせるために使ったと考え、フラミンゴの建設費を掠め取っているのではないかと疑い始めた。バグジーとマフィアの間に抗争が勃発すると、ヒルは1947年6月10日パリに逃れた。それはバグジーが屋敷で撃ち殺される10日前のことだった。彼の殺害を聞いたヒルは、衝撃のあまり失神した。後に、警察側がヒルにバグジーとの関係を問い質すと、ヒルはバグジーの妾であったことや、彼のコネクションを認知していることをすべて否定した。ヒルは「バグジーの愛人はあのラスベガスのホテルよ！」と強く主張した。後にある人がヒルに「マフィアがバグジーを殺すのに、あなたも協力していたんじゃないか？」と尋ねたところ、ヒルはひどく憤ったという。
1951年、ヒルはキーフォーヴァー委員会に対して証言するよう召喚され、マフィアの取引は何も知らないと証言した。この聴聞会はテレビ放送され、大きな関心を集めた。ヒルは調査官に対し、彼女の多大なる収入は、彼女のフェラチオの卓越した能力に対して彼女のボーイフレンドが払った対価によるものであると語り、競馬でも儲けたと言った。米国国税庁(IRS)は、ヒルが50万ドルを脱税したとして彼女を告訴した。ヒルはサン・バレー(Sun Valley)のスキーインストラクターであったハンス・ホーサー(Hans Hauser)と結婚して、彼とともにヨーロッパへ渡ってしまった。そこで米国国税庁は、追徴課税分としてヒルの家と財産を競売にかけた。ヒルは後に離婚した。

## フラミンゴの死
ヒルは余生をヨーロッパで過ごした。晩年にはウェイターとして働いていた息子のピーターが彼女の面倒をみた。1966年3月24日、オーストリアのザルツブルクで、睡眠薬の大量摂取によって死んだ。自殺であると考えられている。

## 登場する作品
- 映画『バグジー』
- 浅田次郎『オー・マイ・ガアッ!』